# Picada de aranha
Picada de aranha é uma lesão resultante da picada de uma aranha. A maioria das aranhas não causa picadas de relevância médica, pois suas presas não conseguem penetrar a pele humana. Na maioria das vezes, os sintomas são leves e limitados à área da picada. O início dos sintomas pode ocorrer entre 30 minutos e 7 dias após a mordida. Entre 2017 e 2021, o Brasil registrou 92 óbitos decorrentes de picadas de aranhas.
Entre as picadas de aranhas de maior relevância médica estão as das viúvas-negras e das aranhas-marrom. A picadas de viúvas-negras podem resultar latrodectismo, caracterizado por dor localizada ou generalizada, sudorese, espasmos musculares, cefaleia e vômitos. As picadas de aranhas‑marrom podem levar ao loxoscelismo, que começa com dor leve e vermelhidão, podendo evoluir para necrose e destruição do tecido cutâneo. Também podem ocorrer cefaleia, vômitos, febre e destruição de glóbulos vermelhos. Outras picadas de importância médica incluem as da aranha-teia-de-funil-de-Sydney e da aranha‑errante sul‑americana. O diagnóstico geralmente é baseado nos sintomas e na identificação correta da aranha.
A prevenção inclui limpar entulhos e utilizar inseticidas.  A maioria das picadas é tratada com cuidados paliativos, como o uso de  AINEs para dor e anti-histamínicos e cremes com corticoides para coceira. Opioides podem  ser utilizados se a dor for intensa. Embora exista um antiveneno para o veneno das viúvas-negras, ele pode causar anafilaxia e, por isso, não é amplamente usado nos Estados Unidos. O antiveneno para o veneno da aranha‑teia‑de‑funil melhora os desfechos clínicos. Em alguns casos de picadas de aranhas‑marrom, pode ser necessária cirurgia para reparar a área de pele lesionada.
Relatos de picadas de aranha são comuns. No entanto, podem estar sendo superdiagnosticados ou diagnosticados incorretamente. Em muitos casos relatados, não está claro se realmente ocorreu uma picada. Na Idade Média, uma condição caracterizada por danças frenéticas, chamadatarantismo, era atribuída a picadas de aranhas. Embora necrose seja atribuída a diversas espécies, as evidências confirmam esse quadro apenas em picadas de aranhas‑marrom.